# Csc.exe

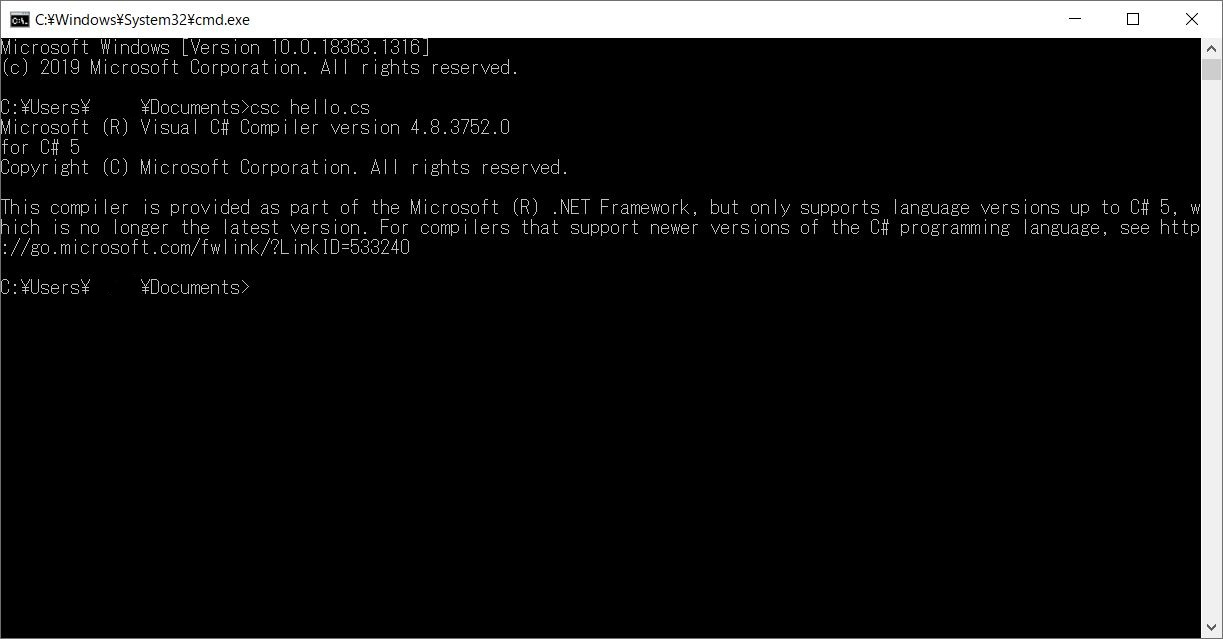
実行画面。

csc.exeは、.NET Frameworkに含まれるマイクロソフト製のC#コンパイラである。.NET FrameworkはWindowsに標準で搭載されているため、開発環境がなくてもプログラミングをすることができる。ただし、ユーザー補助機能はほとんどない。

## 利用例
hello.csというファイル名で以下のコードを保存するとする。
```
using
 
System
;

class
 
Program
{

  
static
 
void
 
Main
(){

    
Console
.
WriteLine
(
"Hello,world!"
);

  
}

}

```

hello.csを保存し終わった後に、コマンドプロンプトから以下を入力する。
```
>
 csc hello.cs

```

このコマンドを実行すると、以下のようなログが出力される。
```
Microsoft (R) Visual C# Compiler version 4.8.3752.0

for C# 5

Copyright (C) Microsoft Corporation. All rights reserved.

This compiler is provided as part of the Microsoft (R) .NET Framework, but only supports language versions up to C# 5, which is no longer the latest version. For compilers that support newer versions of the C# programming language, see http://go.microsoft.com/fwlink/?LinkID=533240

```

エラーや警告がある場合は、このログの下に出力される。

## 主なオプション

### ビルドのターゲット
/target オプションを使用することによって、特定の形式でアセンブリを作成できる。

#### ライブラリ
library.csがライブラリのデータを含むソースコードであることとする。
```
>
 csc /target:library library.cs

```

#### GUIアプリケーション
window.csがフォームオブジェクトのデータを含むソースコードであることとする。
```
>
 csc /target:winexe window.cs

```

### 著作権を表示しない
/nologo オプションを使用することで、コンパイル時の著作権表示を消すことができる。
```
>
 csc /nologo hello.cs

```

### ヘルプ
/help オプションもしくは /? オプションで、csc.exeの使用できるオプションを出力させられる。
```
>
 csc /help

```